# Autarito
Autarito (f. 238 a. C.) fue un jefe mercenario galo a las órdenes de Cartago.
Combatió contra los romanos en Agrigento, Sicilia, durante la primera guerra púnica, y durante esta permaneció fiel a Cartago cuando sus compañeros desertaron en masa y se pasaron a las filas romanas. 
Finalizada la primera guerra púnica, y de vuelta en África, se convirtió en uno de los líderes de la revuelta mercenaria (241 a. C.). Lideró un contingente de aproximadamente dos mil mercenarios galos y combatió junto a Spendios contra el ejército cartaginés de Amílcar Barca durante la Guerra de los Mercenarios.
Sus dotes de oratoria y sus conocimientos del idioma fenicio convencieron a los rebeldes para que asesinasen a Giscón y los emisarios cartagineses, acto que realizaron con extrema crueldad.
Bloqueado por Amílcar en el desfiladero de la Sierra, se rindió a los cartagineses junto a Spendios y Zarza el Africano. Fue crucificado junto con ellos ante las murallas de Túnez, la capital de los mercenarios controlada por Matón (238 a. C.).